# Kockázatkezelés

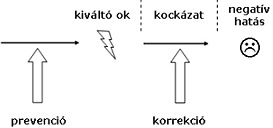
A preventív és a korrektív kockázatkezelés

A kockázatmenedzselési eljárásban a kockázatkezelés a kockázatpotenciál csökkentését jelenti kármegelőzéssel, vagyis a várható negatív esemény bekövetkezési valószínűségének csökkentésével (prevenció), ill. kárcsökkentéssel, a kárhatás horderejének ellensúlyozásával (korrekció).

## A prevenció és a korrekció
A prevenció speciális esete a fenyegető kockázat előli kitérés. A prevenció-korrekció kettőssége jelenik meg a kriminalisztikában bűnmegelőzés-bűnüldözés, vagy az egészségvédelemben a megelőzés és a kezelés kettősségében. Ilyen értelemben a kriminalisztika és az egészségvédelem is a kockázatkezelés egy-egy speciális esete.

### A prevenció egyes konkrét fajtái magyar jogszabályokban

#### Egészségvédelem
Az egészségügyben az elsődleges megelőzés alábbi főbb fajtái kapnak kiemelt figyelmet:
- a dohányzás visszaszorítása;
- az alkohol- és drogprevenció;
- az egészséges táplálkozási szokások elterjesztése és az élelmiszer-biztonság fejlesztése;
- az aktív testmozgás elterjesztése;
- a közegészségügyi és járványügyi biztonság fokozása;
- az egészséges fizikai környezet kialakítása;
- a lelki egészségvédelem megerősítése;
- az AIDS és más szexuális úton terjedő betegségek megelőzése;
- az emlőszűrés, továbbá népegészségügyi szempontból kiemelt többi szűrővizsgálat.[1]

#### Kriminalisztika
A kriminalisztikában a bűnmegelőzés három fajtáját különböztetik meg:
- a bűnokok,
- a bűnalkalmak, és
- a sértetté válás lehetőségének

csökkentését.

## A kockázatpotenciál és kockázatkezelés

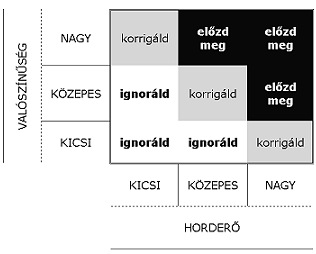
Kockázatkezelés kockázatpotenciál alapján

A kockázatpotenciált bekövetkezési valószínűség és a kárhatás horderejének szorzata alapján számítják. 
A kockázatkezelés számottevő erőforrás-ráfordítást igényelhet – és, mint Aiszóposz hiába ugráló rókájánál, önmagában már ez is kockázatforrás lehet –, ezért érdemes:
- kis kockázatpotenciálú eseményt célszerű ignorálni (vagyis nem kell vele törődni);
- közepes kockázatpotenciálú eseményt már folyamatosan figyelni és korrigálni kell;
- és csak a nagy kockázatpotenciálú esemény az, ami prevencióval megelőzendő.

A fentiek alapján és az alkalmazott kockázatkezelési stratégiák ismeretében következtetés vonható le az előzetes kockázatelemzés módjára is:
- ignoráló kockázatkezelés esetén a kockázatelemző a kockázatpotenciált kicsinek
- korrigáló kockázatkezelés esetén a kockázatelemző a kockázatpotenciált közepesnek
- preventív kockázatkezelés esetén a kockázatelemző a kockázatpotenciált nagynak

értékelhető. Ha a menedzsment nem törődik egy közepes valószínűséggel bekövetkező negatív eseménnyel – pl. egy sztrájkfenyegetéssel üzemi átszervezéskor –, akkor annak horderejét kicsire becsülte. Ugyanígy, ha a hatóságok csak korrektív módon kísérnek figyelemmel egy nagy horderejű negatív eseményt – pl. egy természeti katasztrófát –, de nem tesznek megelőző intézkedéseket, akkor az esemény bekövetkezési valószínűségét értékelték kicsire. 